# Gonomyia walkeri
Gonomyia walkeri là một loài ruồi trong họ Limoniidae. Chúng phân bố ở miền Australasia.